# Idastrandia
Idastrandia Strand, 1929 è un genere di ragni appartenente alla famiglia Salticidae.

## Etimologia
Il nome è stato posto dal descrittore Embrik Strand in onore della moglie e compagna di lavoro sul campo Ida Strand

## Distribuzione
L'unica specie nota di questo genere è stata rinvenuta in Malaysia, nel territorio di Singapore.

## Tassonomia
L'aracnologo Strand cambiò nome a questo genere per ovviare alla sinonimia verificatasi nella descrizione originale degli esemplari operata dall'aracnologo Szombathy: questi adoperò il nome Pseudamycus Szombathy, 1922, già esistente da circa 40 anni: Pseudamycus Simon, 1885, e quindi non valido.
A maggio 2010, si compone di una specie:
- Idastrandia orientalis (Szombathy, 1915)[3] — Malesia